# كيفن براسويل
كيفن براسويل (بالإنجليزية: Kevin Braswell)‏ مواليد 23 يناير 1979 في بالتيمور، هو لاعب كرة سلة أمريكي سابق. بدأ مسيرته الاحترافية في سنة 2002. لعب مع ويلينغتون ساينتس في الدوري النيوزيلندي لكرة السلة. بلغ طوله 6 قدم 2 بوصة (1.9 م). لعب كرة السلة الجامعية في جامعة جورجتاون. اعتزل اللعب في 2016. لعب مع نادي كارشياكا لكرة السلة وتوركو كونياسبور.

## روابط خارجية
- كيفن براسويل على موقع كرة السلة الأوروبية.كوم (الإنجليزية)
- كيفن براسويل على موقع كلية كرة السلة في سبورتس رفرنس.كوم (الإنجليزية)
- كيفن براسويل على موقع ريلجم (الإنجليزية)
- كيفن براسويل على موقع بروبوليرز (الإنجليزية)
- كيفن براسويل على موقع سبورتس رفرنس (الإنجليزية)
- كيفن براسويل على موقع سبورتس رفرنس (الإنجليزية)